# レシキ
『レシキ』は、レキシの4枚目のアルバム。2014年6月4日に伽羅古録盤（Victor Entertainment）より発売された。
2015年5月15日にはJET SETからアナログ盤が発売された。

## 概要
Victor Entertainment内のレーベル・伽羅古録盤（Colourful Records）移籍後初のアルバム。
池田貴史は「マニアックなことしたいという気持ちもあったが、出来上がってみたら前作『レキミ』の延長線上にあるアルバムになった。デビューしたときは、レキシという存在自体が"今までにない壊れたもの"だったが、ライヴを重ねてきたら、そっちがもっと壊れたものになっちゃって、そこのバランスが取れてきたのかも」。アルバムタイトルの由来は「『レシキ』っていうアイデアが一番スタッフに受けたから」だという。

## 楽曲解説
1. キャッチミー岡っ引きさん feat. もち政宗
  - 客演にもち政宗（持田香織）が参加。イメージは映画『Catch Me If You Can』と『Dreamgirls』で、疾走感あるかわいい女性ヴォーカリストとして持田の起用が決まった[4]。
2. 年貢 for you feat. 旗本ひろし、足軽先生
  - 客演に旗本ひろし（秦基博）と足軽先生（いとうせいこう）が参加。いとうから「祝言にまつわる曲」を書けと言われ制作した。ラップ部分はいとうの家で録音。その後スタジオでも録音したが、宅録バージョンが採用された[4]。
3. お犬様 feat. 尼ンダ
  - 客演に尼ンダ（二階堂和美）が参加。締め切りに追われており、「お犬様」ということだけ決まっていたという。その後楽な感じでメロディーを作っていたら、二階堂のような曲になったため起用が決まった[4]。
4. RUN 飛脚 RUN
  - タイトルは映画『スター・ウォーズ』で池田が好きな台詞だという「Run, Luke, run.」から。曲の制作中は映画『四十七人の刺客』をイメージしていたという。当初はモータウンを意識していたが、渋谷系のカラフルでポップな感じを求め、コーラスにお台所様（真城めぐみ）が参加している[4]。
5. salt & stone
  - 池田曰く「レキシの原点のナンバー」。普段ハナレグミはレキシネーム「シャカッチ」として収録に参加しているが、この楽曲は「賑やか師」として参加している[4]。
6. 僕の印籠知りませんか?
  - 池田は「大袈裟に言うと『レキシの証明』。自分の存在意義、アイデンティティーを歌った曲」と話している[4]。
7. 憲法セブンティーン feat. シャカッチ
  - 客演にシャカッチ（ハナレグミ）が参加。モデルは聖徳太子。当初Earth, Wind & FireやBill Withersのイメージがあった。「真実とはなんだろう、いろんな意見があるよ」という楽曲になっている[4]。
8. Takeda’ feat. ニセレキシ
  - 客演にニセレキシ（U-zhaan）が参加。U-zhaanが池田にタブラボルという音楽を教えたところ、その後美容室で偶然タブラボルを聴き、「タケダタケダ」というフレーズが浮かんだという。タイトルにアポストロフィーが入っているのはMAXが2013年にリリースした楽曲「Tacata'」から[4]。2015年にリリースされたシングル「SHIKIBU」では、別テイクである「Takeda' 2」が収録されている。
9. ドゥ・ザ・キャッスル feat. 北のパイセン問屋
  - 客演に北のパイセン問屋（怒髪天）が参加。テーマと大まかな歌詞は「きらきら武士」の頃からあったという[4]。
10. アケチノキモチ feat. 阿部sorry大臣ちゃん
  - 客演に阿部sorry大臣ちゃん（阿部芙蓉美）が参加。阿部の起用は早い段階から決まっていたという。卑怯者や悪者扱いされてきた明智光秀の思いを書いた楽曲[4]。

## 収録曲

### CD
| 全作詞・作曲・編曲: 池田貴史（※特記以外）。 |                                                                              |                       |                       |      |
| #                                           | タイトル                                                                     | 作詞                  | 作曲・編曲            | 時間 |
| 1.                                          | 「キャッチミー岡っ引きさん feat. もち政宗」                                  | 池田貴史（※特記以外） | 池田貴史（※特記以外） | 4:37 |
| 2.                                          | 「年貢 for you feat. 旗本ひろし、足軽先生」(※作詞: 池田貴史・いとうせいこう) | 池田貴史（※特記以外） | 池田貴史（※特記以外） | 4:27 |
| 3.                                          | 「お犬様 feat. 尼ンダ」                                                      | 池田貴史（※特記以外） | 池田貴史（※特記以外） | 4:19 |
| 4.                                          | 「RUN 飛脚 RUN」                                                             | 池田貴史（※特記以外） | 池田貴史（※特記以外） | 5:27 |
| 5.                                          | 「salt & stone」                                                             | 池田貴史（※特記以外） | 池田貴史（※特記以外） | 6:21 |
| 6.                                          | 「僕の印籠知りませんか?」                                                    | 池田貴史（※特記以外） | 池田貴史（※特記以外） | 6:13 |
| 7.                                          | 「憲法セブンティーン feat. シャカッチ」                                      | 池田貴史（※特記以外） | 池田貴史（※特記以外） | 3:14 |
| 8.                                          | 「Takeda’ feat. ニセレキシ」                                                 | 池田貴史（※特記以外） | 池田貴史（※特記以外） | 1:57 |
| 9.                                          | 「ドゥ・ザ・キャッスル feat. 北のパイセン問屋」                              | 池田貴史（※特記以外） | 池田貴史（※特記以外） | 4:48 |
| 10.                                         | 「アケチノキモチ feat. 阿部sorry大臣ちゃん」                                 | 池田貴史（※特記以外） | 池田貴史（※特記以外） | 5:03 |
| 合計時間:                                   | 合計時間:                                                                    | 46:26                 |                       |      |

### DVD
| #         | タイトル | 作詞  | 作曲・編曲 | 時間  |
| --------- | --- | ----- | ---------- | ----- |
| 1.        | 「バラエティ番組風ドキュメンタリー」(レキシ池ちゃんと東インド貿易会社マン、百休さんによる「ハニワどうでせう?」) |       |            | 54:16 |
| 2.        | 「レコーディングドキュメンタリー」                                                                              |       |            | 30:40 |
| 合計時間: | 合計時間: | 84:56 |            |       |

### アナログ盤
| 全作詞・作曲・編曲: 池田貴史（※特記以外）。 |                                                                              |                       |                       |      |
| #                                           | タイトル                                                                     | 作詞                  | 作曲・編曲            | 時間 |
| 1.                                          | 「キャッチミー岡っ引きさん feat. もち政宗」                                  | 池田貴史（※特記以外） | 池田貴史（※特記以外） | 4:37 |
| 2.                                          | 「年貢 for you feat. 旗本ひろし、足軽先生」(※作詞: 池田貴史・いとうせいこう) | 池田貴史（※特記以外） | 池田貴史（※特記以外） | 4:27 |
| 3.                                          | 「お犬様 feat. 尼ンダ」                                                      | 池田貴史（※特記以外） | 池田貴史（※特記以外） | 4:19 |
| 4.                                          | 「RUN 飛脚 RUN」                                                             | 池田貴史（※特記以外） | 池田貴史（※特記以外） | 5:27 |
| 5.                                          | 「salt & stone」                                                             | 池田貴史（※特記以外） | 池田貴史（※特記以外） | 6:21 |
| 合計時間:                                   | 合計時間:                                                                    | 25:11                 |                       |      |

| 全作詞・作曲・編曲: 池田貴史。 |                                                 |          |            |      |
| #                              | タイトル                                        | 作詞     | 作曲・編曲 | 時間 |
| 1.                             | 「僕の印籠知りませんか?」                       | 池田貴史 | 池田貴史   | 6:13 |
| 2.                             | 「憲法セブンティーン feat. シャカッチ」         | 池田貴史 | 池田貴史   | 3:14 |
| 3.                             | 「Takeda’ feat. ニセレキシ」                    | 池田貴史 | 池田貴史   | 1:57 |
| 4.                             | 「ドゥ・ザ・キャッスル feat. 北のパイセン問屋」 | 池田貴史 | 池田貴史   | 4:48 |
| 5.                             | 「アケチノキモチ feat. 阿部sorry大臣ちゃん」    | 池田貴史 | 池田貴史   | 5:03 |
| 合計時間:                      | 合計時間:                                       | 21:15    |            |      |